# لهجة موناكية

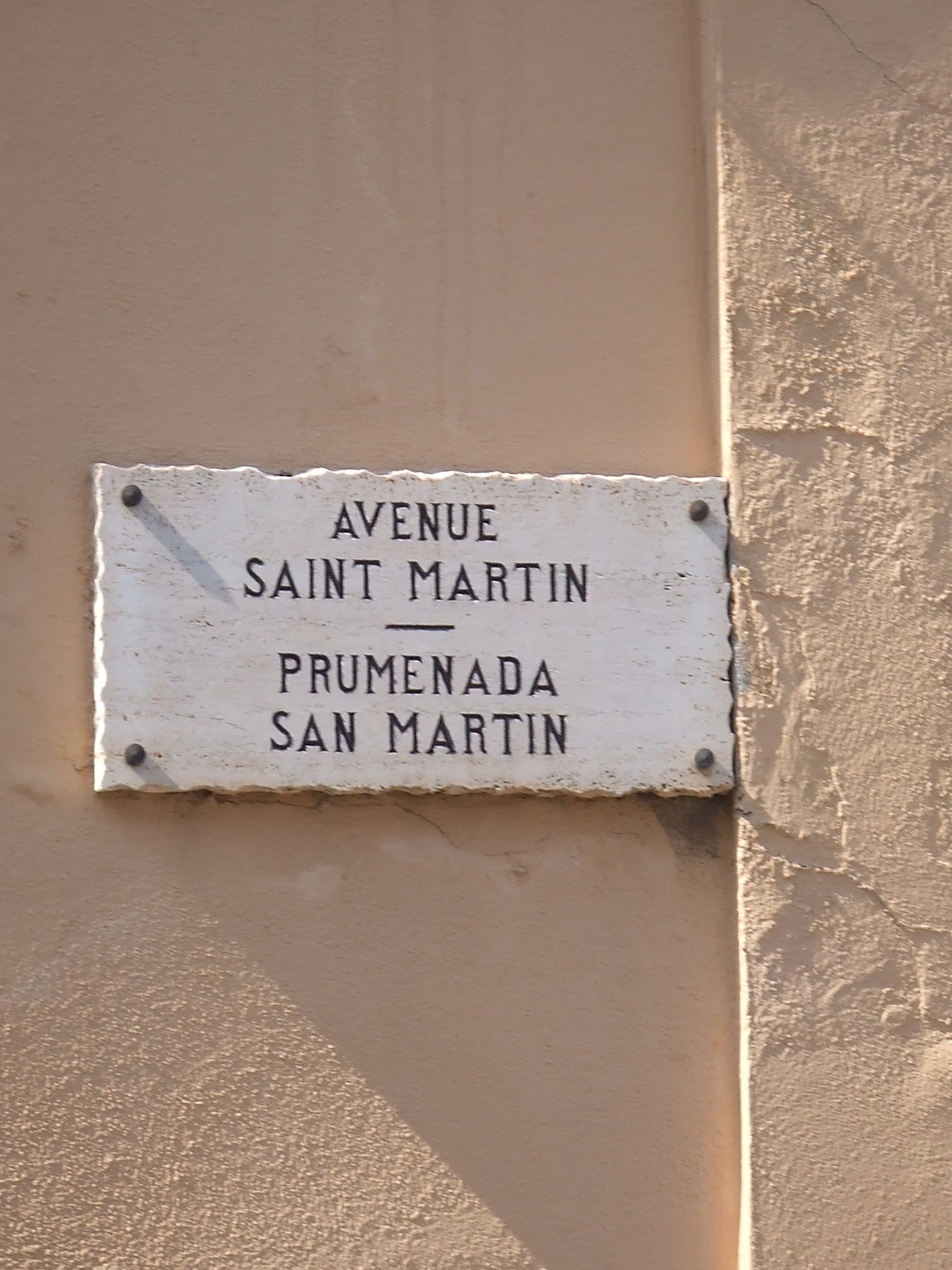
لوحة اسم شارع بالفرنسية والموناكية في منطقة موناكو فيل

اللهجة الموناكية (Munegascu) هي لهجة من اللغة الليغورية الحديثة، المتحدثة في موناكو.